# Erythrodiplax basifusca
Erythrodiplax basifusca is een libellensoort uit de familie van de korenbouten (Libellulidae), onderorde echte libellen (Anisoptera).
De wetenschappelijke naam Erythrodiplax basifusca is voor het eerst geldig gepubliceerd in 1895 door Calvert.